# Omar Calhoun
Omar Calhoun (n. Brooklyn, Nueva York); 26 de noviembre de 1993) es un jugador de baloncesto con nacionalidad estadounidense. Con 1,88 metros de altura juega en la posición de escolta. Actualmente forma parte de la plantilla del AS Apollon Patras de la A1 Ethniki.

## Trayectoria
Es un jugador natural de Brooklyn, Nueva York, formado en Christ The King Regional High School de Queens (Nueva York), antes de ingresar en 2012 en la Universidad de Connecticut, donde jugaría cuatro temporadas la NCAA con los Connecticut Huskies, desde 2012 a 2016. 
En la temporada 2017-18, llega a Europa y firma por el Espoo United de la Korisliiga finlandesa.
El 15 de junio de 2018, firma por el Pallacanestro Cantù de la Lega Basket Serie A, en el que juega hasta el mes de octubre del mismo año.
El 15 de septiembre de 2019, firma por el Stal Ostrów Wielkopolski de la TBL polaca, con el que disputa dos partidos.
El 11 de octubre de 2019, regresa a la Korisliiga y firma por el Joensuun Kataja. En la misma temporada también jugaría dos encuentros con el Atomeromu SE de la A Division húngara.
El 3 de diciembre de 2020, firma por el BC Ternopil de la Superliga de baloncesto de Ucrania.
El 20 de septiembre de 2021, firma por el Okapi Aalstar de la BNXT League. Acabaría la temporada 2021-22, en el Oroszlányi Bányász de la A Division húngara.
En la temporada 2022-23, firma con AS Apollon Patras de la A1 Ethniki.